# Xã Platte Lake, Quận Crow Wing, Minnesota
Xã Platte Lake (tiếng Anh: Platte Lake Township) là một xã thuộc quận Crow Wing, tiểu bang Minnesota, Hoa Kỳ. Năm 2010, dân số của xã này là 414 người.